# C̕
C̕ (c̕ en minuscule), appelé C virgule sucrite à droite, est une lettre latine utilisée dans les romanisations ISO 9985 et DIN 32706 de l’alphabet arménien et dans les romanisations ISO 9984 et DIN 32707 de l’alphabet géorgien.

## Utilisation
Le C virgule suscrite à droite ‹ c̕ › est utilisé dans les romanisations ISO 9985 et DIN 32706 de l’alphabet arménien pour translittérer le c’o ‹ ց ›.
Le C virgule suscrite à droite ‹ c̕ › est utilisé dans les romanisations ISO 9984 et DIN 32707 de l’alphabet géorgien pour translittérer le can ‹ ც ›.

## Représentations informatiques
Le C virgule suscrite à droite peut être représenté avec les caractères Unicode suivants : 
- décomposé (latin de base, diacritiques) :

| formes    | représentations | chaînes de caractères | points de code | descriptions                                           |
| --------- | --------------- | --------------------- | -------------- | ------------------------------------------------------ |
| capitale  | C̕               | C◌̕                    | U+0043 U+0315  | lettre majuscule latine c diacritique virgule à droite |
| minuscule | c̕               | c◌̕                    | U+0063 U+0315  | lettre minuscule latine c diacritique virgule à droite |

## Sources
- BNF, « Translittération de l’arménien », sur BNF Kitcat, 14 janvier 2010 (consulté le 22 décembre 2020)
- BNF, « Translittération du géorgien », sur BNF Kitcat, 11 janvier 2010 (consulté le 22 décembre 2020)